# 에우도키아 잉게리나

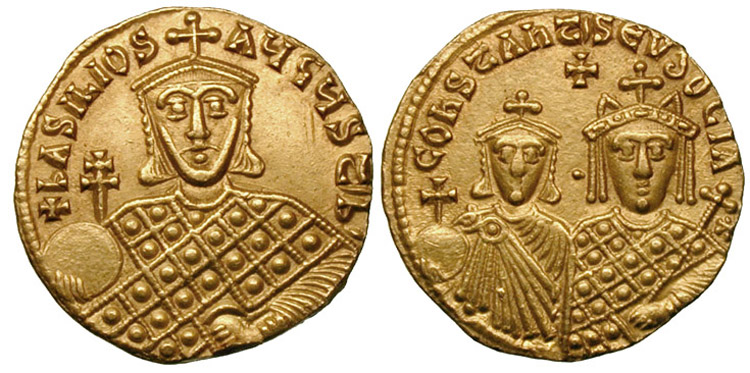

에우도키아 잉게리나(그리스어: Ευδοκία Ιγγερίνα, 840년 경 – 882년)는 비잔티움 제국의 황제 바실리우스 1세의 황후이자 전임황제인 미카일 3세의 정부였다.
잉게리나는 동쪽으로 이주한 스칸디나비아인들인 바랑인 출신으로 알려져 있다 855년 당시 15살인 비잔티움 황제 미카일 3세는 그녀와 사랑에 빠졌는데 섭정을 하던 어머니 테오도라는 그녀의 출신이 마음에 들지 않아 그녀를 만나지 못하게 하고 서둘러 미카일을 에우도키아 데카폴리타나라는 처녀와 결혼시켰다. 나중에 미카일은 어머니와 테옥티스투스의 영향력에서 단독황제가 되자 그녀를 황궁으로 불러들일 계획을 세웠다. 미카일은 시종장이자 친구인 아르메니아 출신의 바실리우스에게 첫 번째 아내인 마리아와 이혼하게 하고 정부(情婦)인 에우도키아 잉게리나와 결혼하게 하고 그녀를 황궁으로 끌어들였다. 그 대신 바실리우스에게는 수녀원에서 은둔생활을 하던 자신의 누이 테클라를 데려와 불륜상대로 만들어 주었다.
이 때문에 866년 9월 19일에 에우도키아 잉게리나가 낳은 아들 레오와 그 이듬해에 낳은 스테파누스는 바실리우스의 아들이 아니라 황제 미카일의 아들이라는 의혹이 있었다. 공식적으로는 바실리우스의 아들이지만 당시의 기록에는 이미 콘스탄티노폴리스에서 레오가 미카일의 아들이라는 소문은 거의 일반적이었다고 적고 있으며 바실리우스가 평생 레오와 스테파누스를 미워한 점으로 미루어 아마도 이 의혹은 아마도 사실로 보인다.
에우도기아는 아들 레오에게 자신의 친척인 테오파노라는 여자를 아내로 맞이하게 해주었는데 얼마후인 882년 죽었다.

## 같이 보기
- 동로마 황제